# William R. Bennett, Jr.
William Ralph Bennett Jr. (Jersey City, 30 de enero de 1930-29 de junio de 2008) fue un físico estadounidense conocido por ser pionero en el área de los láseres de gas. Pasó la mayor parte de su carrera en la Universidad Yale.

## Biografía
Es hijo del destacado físico William R. Bennett Sr. Recibió su licenciatura en física por la Universidad de Princeton. Su trabajo de posgrado en física versó sobre espectroscopia y colisiones de segundo tipo en gases nobles. Recibió su doctorado por la Universidad de Columbia. Se convirtió en profesor titular en la Universidad Yale en 1962 y se jubiló en 2000.
Junto a Ali Javan coinventaron el primer láser de gas (el láser de helio-neón) en los Bell Labs. Descubrió el láser de iones de argón, fue el primero en observar efectos espectrales de combustión de agujeros en láseres de gas y creó una teoría de los efectos de combustión de agujeros en la oscilación del láser. Fue codescubridor de los láseres que utilizan excitación por impacto de electrones en cada uno de los gases nobles, transferencia de excitación disociativa en el láser de neón-oxígeno (el primer láser químico) y excitación por colisión en varios láseres de vapor metálico. Fue uno de los primeros en incorporar el uso de computadoras a la enseñanza de física y, junto a su hija la doctora Jean Bennett, ideó un método de fonocardiografía espectral en tiempo real para la detección y clasificación de soplos cardíacos. Estableció un límite estricto a la existencia de "La Quinta Fuerza" y demostró que era improbable que los campos magnéticos de las líneas eléctricas pudieran causar cáncer. Escribió ocho libros, poseyó doce patentes y publicó más de 120 artículos de investigación. Recibió el premio en memoria de IEEE Morris N. Liebmann en 1965.
Su investigación sobre la física de los instrumentos musicales se convirtió en la base de un popular curso que impartió en Yale.

### Vida personal
Su principal afición era tocar música de cámara. Estudió clarinete con Simeon Bellison y actuó como clarinete solista con varias orquestas sinfónicas de aficionados. Su hijo William Bennett era oboísta profesional.